# Glenea iridescens
Glenea iridescens é uma espécie de escaravelho da família Cerambycidae. Foi descrito por Francis Polkinghorne Pascoe em 1867.  É conhecida a sua existência no Bornéo e Malásia.

## Varietas
- Glenea iridescens var. aerata Aurivillius, 1922
- Glenea iridescens var. rufofemorata Breuning, 1956